# Anton Schobloch
Anton Schobloch (5. prosince 1835 Staré Sedlo – 26. května 1900 Čeminy) byl český podnikatel.

## Život
Po absolvování školy v Plzni se dal na dráhu obchodníka s nátěrovými hmotami se svými prvními aktivitami v Norimberku, Regensburgu a Hamburku. Po návratu do Čech nastoupil v roce 1853 v pražském velkoobchodě Johann Baptist Riedl von Riedelstein (SD), který ve stejné době, zastupoval i společnost svého strýce, Johanna Davida von Starck. Oženil se s Rosou Weibel.
Byl ředitelem podniku Johanna Davida Starcka. Po smrti dědice společnosti Johanna Antonína Starcka v roce 1883 vedl obchodní impérium dále. Dne 12. října 1885 převedl firmu na akciovou společnost Dolové a průmyslové závody (Montan- und Industriewerke, A. G.). Přijal řadu důležitých funkcí. Od roku 1886 byl prezidentem pražské Obchodní a živnostenské komory, od roku 1887 vicepresidentem představenstva Der Prager Engineering AG (dříve Ruston & Comp.) a od 1888 se stal členem představenstva České banky Union.
Jako sympatizant Progresivní strany byl politicky svázán s politiky L. Schlesingerem a Franzem Schmeykalem. Vzhledem k jeho přispění v prosazení založení státního gymnázia ve Stříbře se stal čestným občanem tohoto města.
Po smrti byl pohřben na čtyři roky v rodinné hrobce barona Johanna Antona Starcka v Městě Touškově, ale v roce 1904 byl pochován v rodinné hrobce na Olšanských hřbitovech v Praze.